# Campus Pontevedra
De Campus Pontevedra is een universiteitscampus die deel uitmaakt van het Galicische universitaire systeem in de Spaanse stad Pontevedra.
Het is afhankelijk van de Universiteit van Vigo en biedt bachelor- en masteropleidingen op het gebied van sociale wetenschappen, gezondheidswetenschappen, kunst en design, technologie en sport.
In 2023 stonden 4215 studenten ingeschreven op de campus in Pontevedra.

## Centra en infrastructuren
Vijf faculteiten bevinden zich op de campus A Xunqueira. Drie andere bevinden zich in het stadscentrum. De universiteit in Pontevedra heeft een centrale bibliotheek, cafetaria's, een universitaire sporthal, een kinderdagverblijf, groene zones en een vice-rectoraat in de oude stad, in het Casa de las Campanas. De CREA-campus ligt aan de straat Benito Corbal 47.
Het treinstation Pontevedra-Universidad bedient de campus A Xunqueira.